# Urania

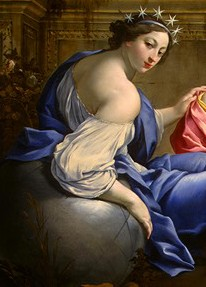
Urania
(detaliu din tabloul Urania și Caliope de Simon Vouet)

Urania (în greacă veche Οὐρανία, transliterat: Ouranía) era una din cele nouă muze, fiica lui Zeus și Mnemosyne.

## Mitologie
Urania înseamnă în greacă ceresc. Urania era muza cântecului, a muzicii și a dansului; a devenit muza astronomiei și a astrologiei. Este deseori legată de dragostea universală și Spiritul Sfânt. În perioada Renașterii, Urania a început să fie considerată drept muza poeților creștini.
Urania este menționată de Hesiod, Pindar, Platon, Apollodorus, Diodorus Siculus, Pausanias și Scidas.
În Antichitate, Urania era și una din însoțitoarele Persefonei.
Celelalte opt muze sunt: Calliope, Clio, Erato, Euterpe, Melpomene, Polyhymnia, Terpsichore și Thalia.